# Terrier Orion

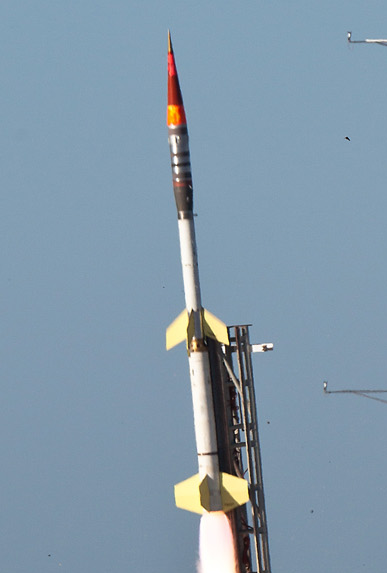
Terrier Orion

Terrier Orion ist die Bezeichnung einer Höhenforschungsrakete, bestehend aus einer Startstufe vom Typ Terrier und einer Oberstufe vom Typ Orion. Die Terrier Orion hat eine Länge von 12,80 Metern, einen Startschub von 258 kN, eine Startmasse von 1,3 Tonnen und eine Gipfelhöhe von 300 Kilometern. Sie wird seit 1994 verwendet.